# کرانگوه (استان پودلاسکی)
کرانگوه (به لهستانی:  Krągłe) یک روستا در لهستان است که در گمینا دوبیچه تسرکیونه واقع شده‌است.